# 巴罗府邸

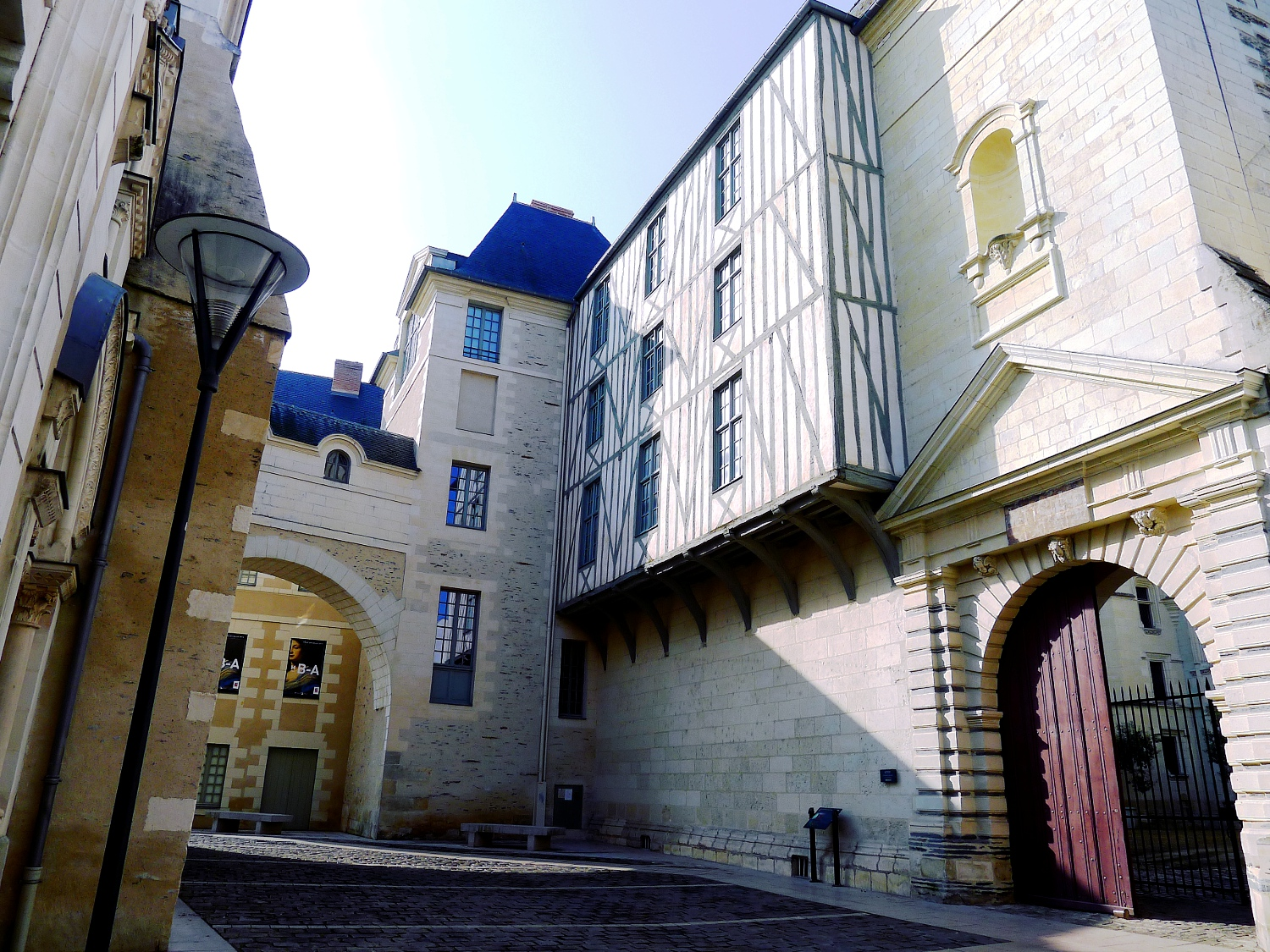

巴罗府邸（法語：Logis Barrault）是法国曼恩-卢瓦尔省昂热的一座历史建筑，位于昂热历史中心的古代和中世纪遗址，圣埃卢瓦广场（Place Saint-Éloi），这里汇集了建成数百年的令人印象深刻的建筑群，现在是昂热美术馆（Musée des beaux-arts d'Angers）所在地。

## 历史
该建筑由昂热市长的掌柜，布列塔尼的奥利维尔·巴罗（Olivier Barrault）建于1486-1493年。这里曾经接待过路易十二，后来归属亨利四世的妻子玛丽·德·美第奇。
1598年，亨利四世在昂热巴罗府邸准备南特敕令。当时，诏书不叫“南特敕令”也不叫“昂热敕令”，而被命名为和平赦令。
1673年，巴罗府邸改为神学院，变成培训神父的地方。法国大革命期间，神学院改办中央学校。
1999-2004年，该建筑进行大规模改建。
该建筑于1902年1月29日列为法国历史古迹。

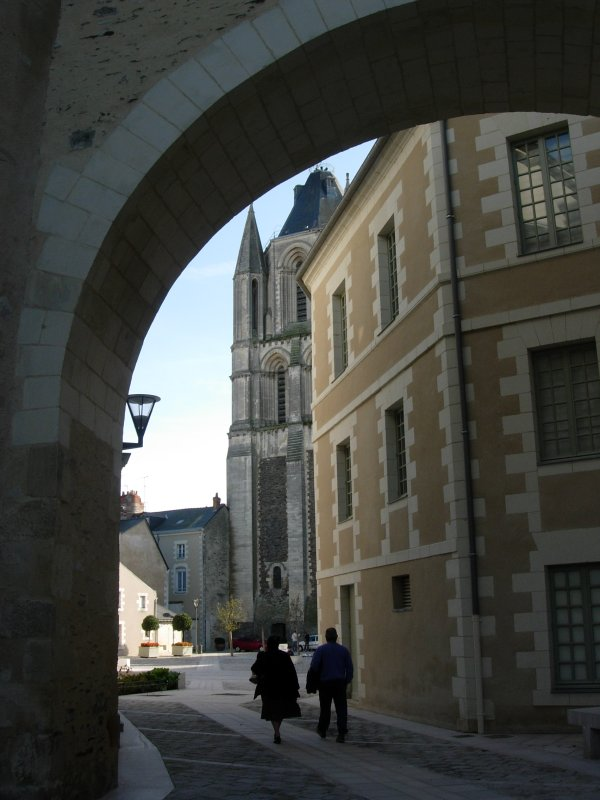
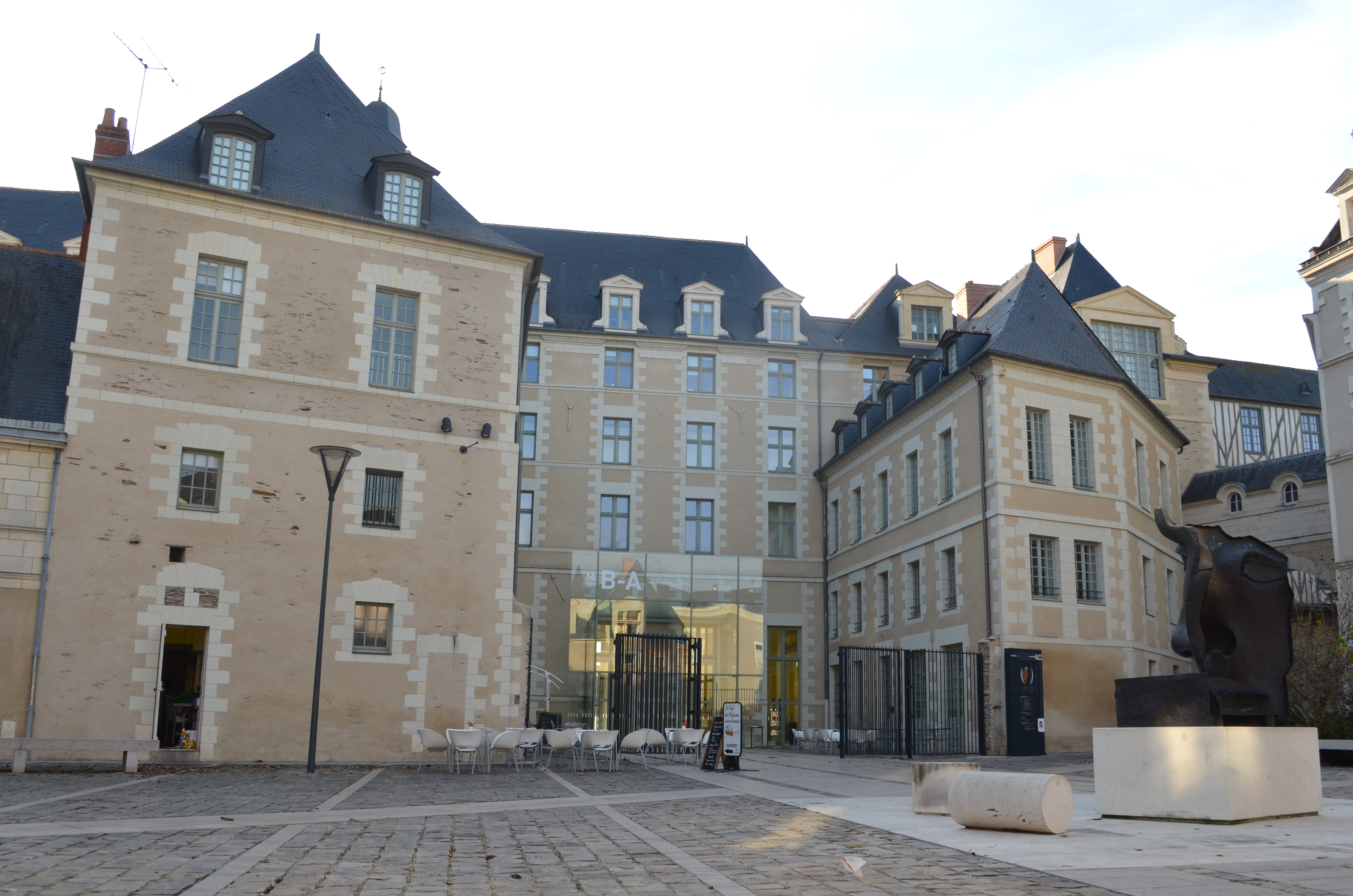
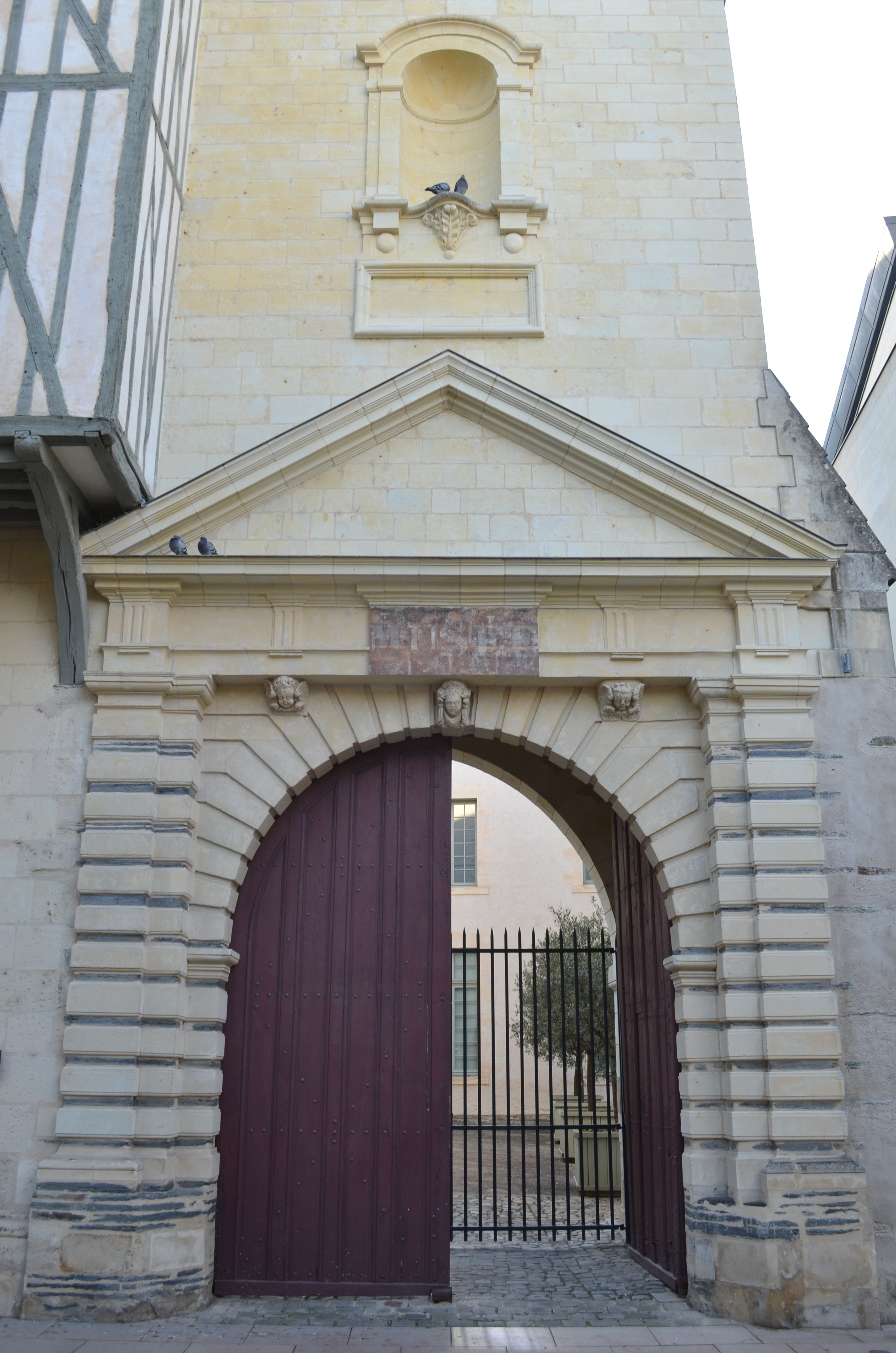
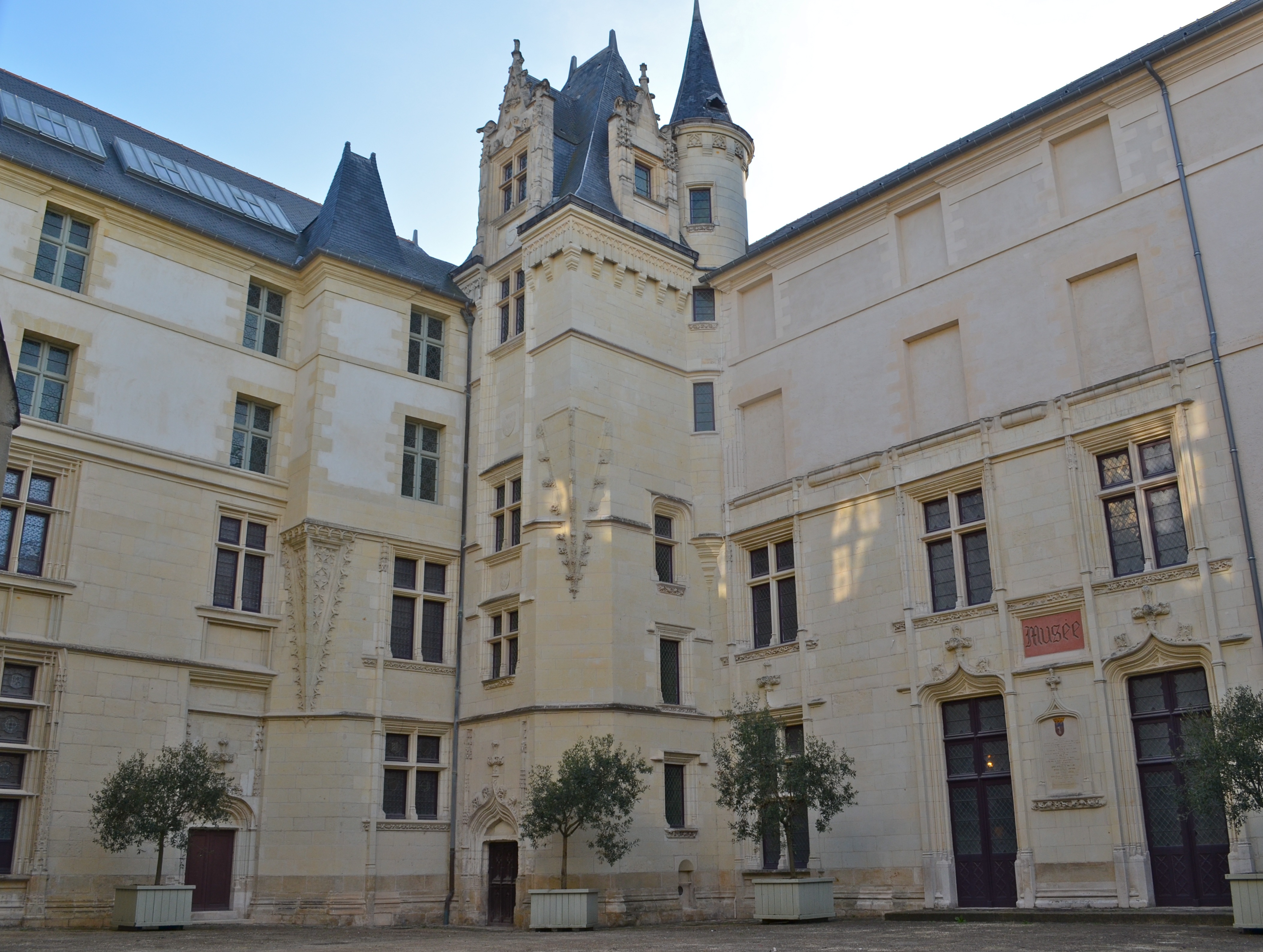
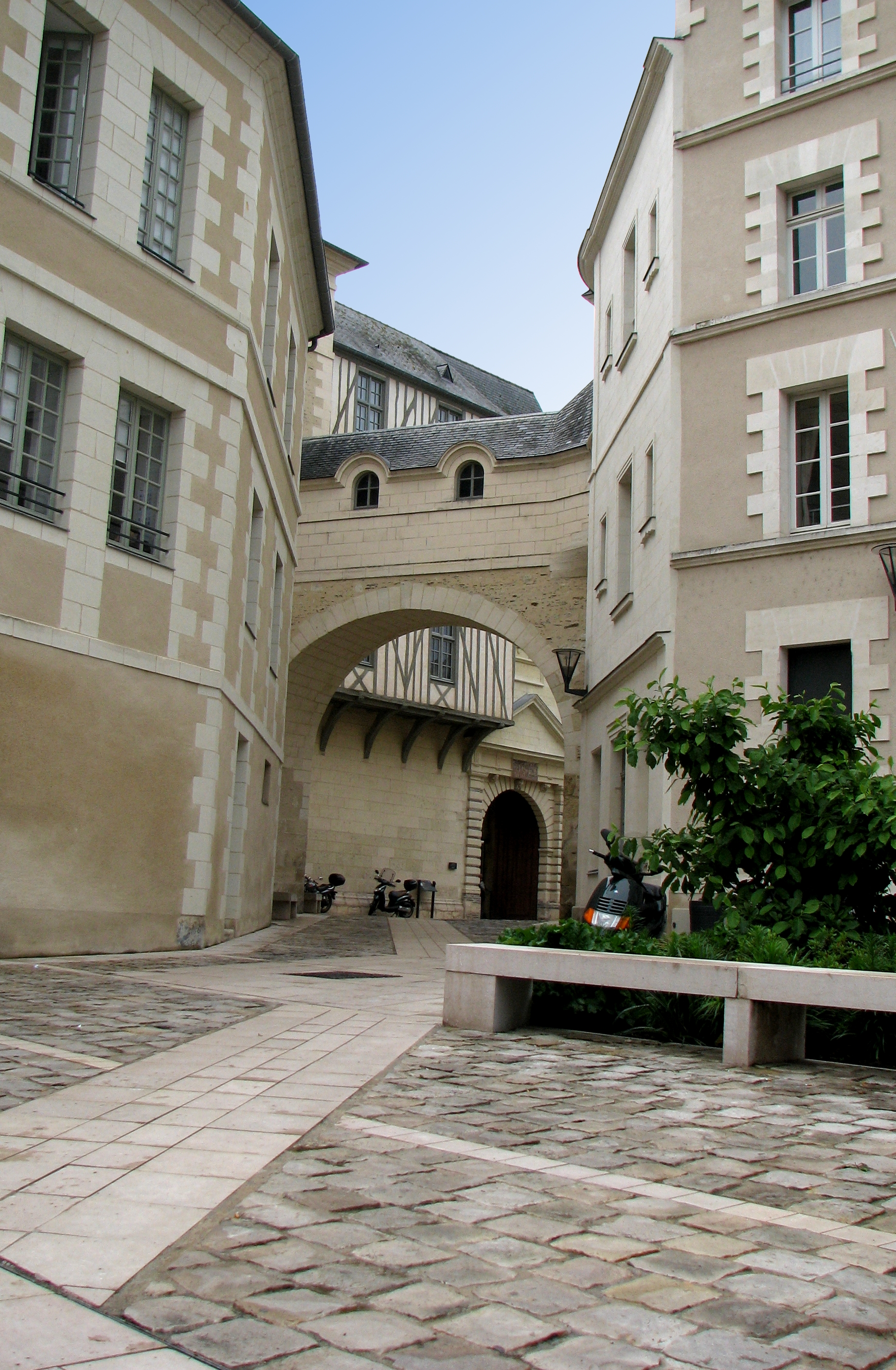
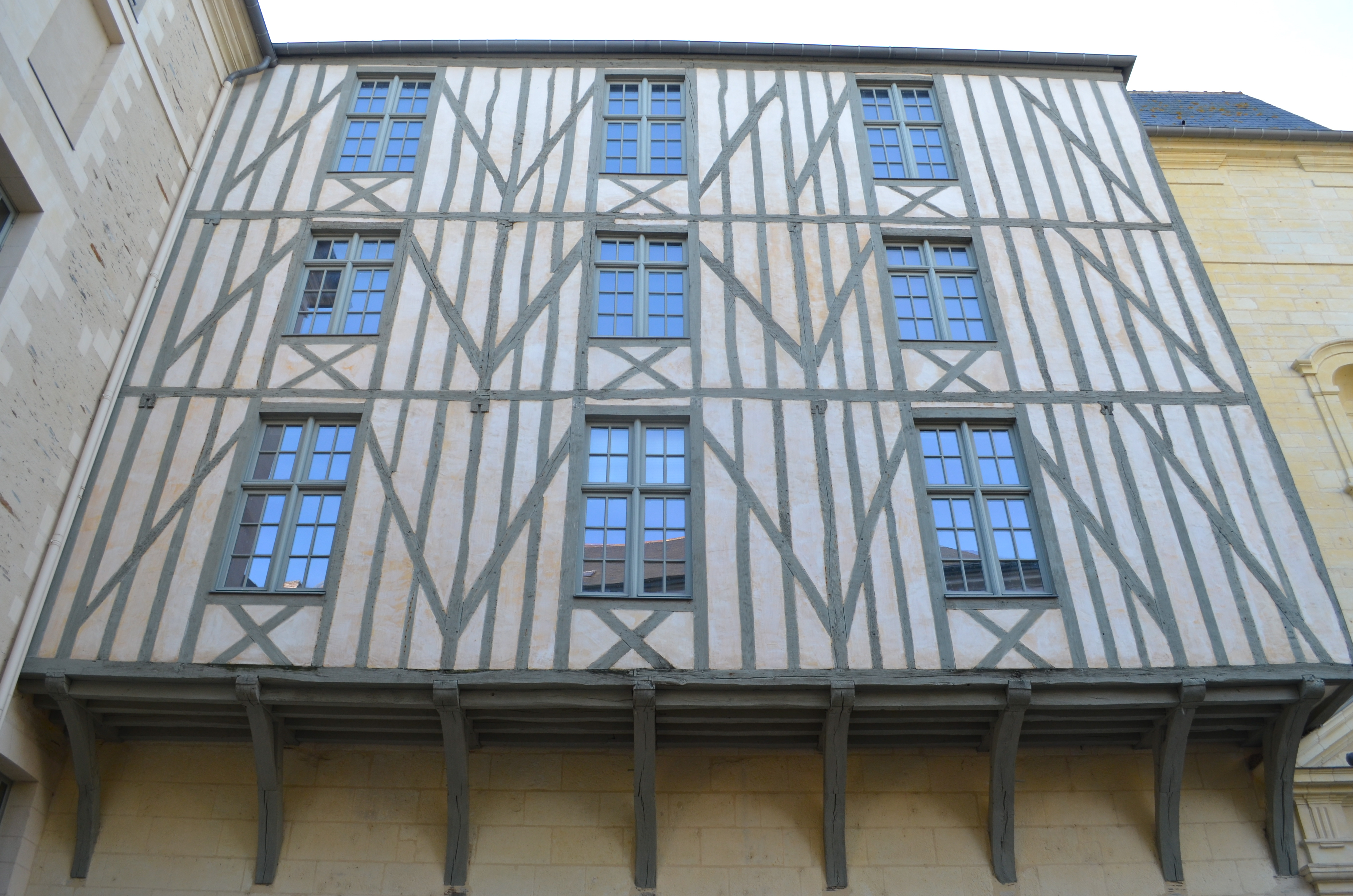
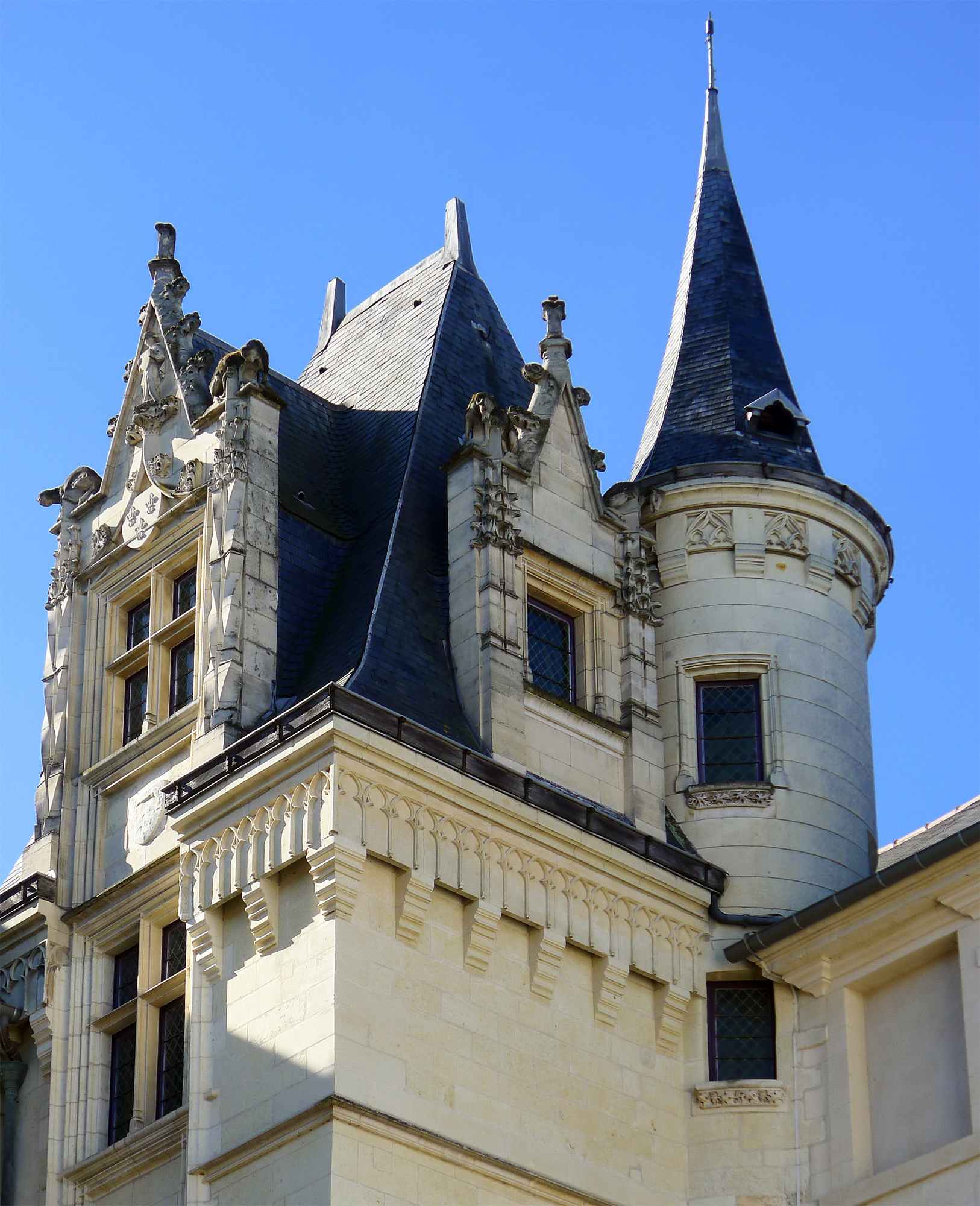

该建筑的风格接近索米尔市政厅和蒙特索羅城堡。